# Elmina
Elmina, poznana tudi kot Edina po domače Fante, je mesto in glavno mesto okrožja Komenda/Edina/Eguafo/Abirem na južni obali Gane v osrednji regiji,  ki leži v zalivu Atlantskega oceana, 12 km zahodno od Cape Coasta. Elmina je bila prva evropska naselbina v Zahodni Afriki in ima 33.576 prebivalcev. 

## Zgodovina
Pred prihodom Portugalcev se je mesto imenovalo Anomansah ("večna" ali "neizčrpna pijača") zaradi položaja na polotoku med laguno Benja in morjem.

### Portugalsko obdobje: 1482–1637
Leta 1471 so Portugalci prvič raziskovali obalo pri Elmini po naročilu lizbonskega trgovca Fernão Gomesa. Leta 1478 (med kastiljsko nasledstveno vojno) sta se kastiljska armada 35 karavel in portugalska flota spopadli v veliki pomorski bitki - v bitki za Gvinejo blizu Elmine. Šlo je za nadzor nad gvinejsko trgovino (zlato, sužnji, slonova kost in poper melegueta). Vojna se je končala s portugalsko pomorsko zmago, ki ji je sledilo uradno priznanje portugalske suverenosti nad večino zahodnoafriških ozemelj v sporu s strani katoliških monarhov, ki je bilo utelešeno v pogodbi iz Alcáçovasa iz leta 1479.  To je bila prva kolonialna vojna med evropskimi silami. 
Portugalci so se leta 1482 vrnili s floto 10 karavel in dveh tovornih ladij pod poveljstvom Dioga de Azambuje. De Azambuja je dobil naročilo za izgradnjo trdnjave na tej točki. Že na svojih ladjah je tovoril material, ki je bil namenjen za postavitev trdnjave po evropskih zamislih. Domačini so bili zainteresirani za trgovanje s Portugalci in so z njimi ravnali prijazno, dokler je trgovanje potekalo s portugalskih ladij. Vendar so zavrnili načrt za izgradnjo trdnjave v Elmini. Portugalski pogajalski partner je bil lokalni vladar po imenu Kwamina Ansa, ki so ga Portugalci imenovali Caramansa. Kljub tej zavrnitvi so Portugalci začeli na kraju mesta ali vasi, imenovane Amankwakurom ali Amankwa graditi svojo utrdbo in 21. januarja 1482 so položili temeljni kamen za to, kar je kasneje postal grad São Jorge da Mina. 
Portugalci so zgradili pravokotno trdnjavo s stolpi na vsakem vogalu na dvignjenem vzhodnem koncu polotoka in jo poimenovali Castelo de São Jorge da Mina, tj. Trdnjava svetega Jurija iz Mine, zdaj znana kot grad Elmina. Sam kraj so poimenovali "El Mina", tj. "rudnik", pri čemer se je to ime nanašalo na ta kraj kot vir zlata, s katerim so želeli trgovati. Diogo de Azambuja je bil imenovan za prvega od 48 capitão-mayór, to je guvernerjev Elmine. Guvernerji Elmine so pozneje postali guvernerji vseh poznejših portugalskih posesti na Zlati obali.
Mesto Elmina je zraslo okoli gradu São Jorge da Mina. Odločilno za zanimanje Portugalcev za celotno obalo pa je bilo to, da so od tam vodile trgovske poti v notranjost do virov zlata na območju Ashanti. Ker so sol v Elmini kopali že pred prihodom Evropejcev in jo od tam prevažali v notranjost, je trgovska pot v notranjost obstajala že ob prihodu Portugalcev. Tu je bil zahodnoafriški sedež Portugalske za trgovino in izkoriščanje afriškega bogastva. Prvotno portugalsko zanimanje je bilo zlato, z 8.000 unčami, poslanimi v Lizbono od 1487 do 1489, 22.500 unč od 1494 do 1496 in 26.000 unč do začetka šestnajstega stoletja.  Portugalci niso imeli neomejene oblasti nad prebivalci Elmine. Medtem ko so jih domačini sprejeli kot silo, ki bi lahko reševala spore med Afričani, je to morda tudi posledica vloge Portugalcev kot "nevtralnega tujca". Bili so  odvisni od sodelovanja Afričanov. Leta 1486 je "Elmina" dobila portugalske mestne pravice. Pravzaprav so se mestne pravice po posameznih virih nanašale le na tamkajšnjo trdnjavo, ne pa tudi na afriško naselbino.
V Elmini se je zelo zgodaj razvil pidgin s portugalščino, ki je postal lingua franca po vsej Zlati obali in se desetletja po izgonu Portugalcev v stiku med Afričani in Evropejci ni uporabljal samo v portugalščini. Portugalci so si od začetka svoje prisotnosti tukaj prizadevali spreobrniti domačine v katoliško vero in zgradili več cerkva in kapel. Najbolj znana je majhna kapelica, zgrajena leta 1503 na hribu nad mestom, na katerem so kasneje zgradili nizozemsko trdnjavo Conradsburg. V Elmini je bila s kraljevim dekretom leta 1529 ustanovljena prva lokalna šola, kjer so poučevali pisanje, branje in sveto pismo. Portugalci so prepovedali (tako kot kasneje Nizozemci) zasužnjevanje domačinov na območju okoli Elmina. Kraljevi odlok iz leta 1615 določa polmer desetih lig (približno 50 kilometrov) okoli mesta. Elmina nikoli ni bila vir sužnjev, ves čas svoje vladavine so Portugalci tja celo uvažali sužnje in za zlato Ašantijev plačevali s tisočerimi ljudmi iz tako imenovane Obale sužnjev. Kasnejši pomen mesta za trgovino s sužnji je temeljil na njegovi funkciji tranzitne postaje za deportirane ljudi iz 17. stoletja.
Za razliko od poznejših kolonialnih gospodarjev, Portugalci niso usposabljali obrtnikov ali drugih kvalificiranih delavcev med domačini. S Portugalskega so redno prihajali tudi zidarji za popravilo zidov trdnjave.
Od leta 1514 pa so potekale skupne vojaške akcije med prebivalci Elmine in Portugalci. Bojevniki iz Elmine so bili tudi na obzidju trdnjave, potem ko je bila leta 1481 odpravljena papeška prepoved prodaje strelnega orožja Afričanom, da so Portugalci lahko oborožili svoje zaveznike.
Kasneje se je pristanišče razširilo na desettisoče sužnjev, ki so bili usmerjeni skozi trgovsko postojanko Elmina, deset do dvanajst tisoč samo od 1500 do 1535. Do leta 1479 so Portugalci prevažali sužnje iz daljnega Benina, ki so predstavljali 10 odstotkov trgovine v Elmini in so bili uporabljeni za čiščenje zemlje za obdelavo tal . 

### Nizozemsko obdobje 1637–1872
Zaradi lokacije je Elmina  postala pomembno mesto za ponovno oskrbo ladij, ki so se na poti v Indijo odpravile proti jugu proti Rtu dobrega upanja. Po letih portugalskega trgovanja na obali Elmina so Nizozemci izvedeli za donosno dejavnost, ki je potekala prek Barenta Eriksza iz Medemblika, enega prvih trgovcev in gvinejskih pomorščakov. Ericksz je izvedel za trgovanje na obali Elmina, medtem ko je bil ujetnik na Principeju, nato pa je za Nizozemce postal glavni vir v smislu zagotavljanja geografskih in trgovskih informacij.
Nizozemska zahodnoindijska družba je leta 1637 zavzela Elmino; v naslednjih stoletjih je bil večinoma uporabljena kot središče za trgovino s sužnji. Britanci so mesto napadli leta 1782, vendar je ostalo v nizozemskih rokah do leta 1872, ko je bila Nizozemska Zlata obala prodana Britancem. Kralj Ašantija, ki je trdil, da je suveren, je nasprotoval prenosu in sprožil tretjo anglo-ašantijsko vojno 1873–1874. 
Elmina je tudi dom trdnjave Coenraadsburg na hribu St. Jago, ki so jo leta 1555 zgradili Portugalci pod imenom Forte de Santiago; uporabljali so jo za trgovino. Leta 1637 so jo osvojili in preimenovali Nizozemci, potem ko so zavzeli Elminin glavni grad. Danes je za Elmino glavna gospodarska panoga ribištvo, pridelava soli in turizem. Grad Elmina je zelo blizu gradu Cape Coast, še ene zgodovinske trdnjave, znane po svoji vlogi v čezatlantski trgovini s sužnji.

## Gospodarstvo
V začetku leta 2003 je Elmina skupaj s tujimi vlagatelji začela Strategijo Elmina 2015, obsežen projekt za izboljšanje številnih vidikov mesta, ki vključuje odvajanje vode in ravnanje z odpadki, ki pomaga izboljšati zdravje državljanov, popravilo ribiške industrije in pristanišča znotraj Elmine, turizem in gospodarski razvoj, izboljšane zdravstvene storitve in izboljšane izobraževalne storitve. 

## Podnebje
| Podnebni podatki za Elmina      | Podnebni podatki za Elmina | Podnebni podatki za Elmina | Podnebni podatki za Elmina | Podnebni podatki za Elmina | Podnebni podatki za Elmina | Podnebni podatki za Elmina | Podnebni podatki za Elmina | Podnebni podatki za Elmina | Podnebni podatki za Elmina | Podnebni podatki za Elmina | Podnebni podatki za Elmina | Podnebni podatki za Elmina | Podnebni podatki za Elmina |
| Mesec                           | Jan                        | Feb                        | Mar                        | Apr                        | Maj                        | Jun                        | Jul                        | Avg                        | Sep                        | Okt                        | Nov                        | Dec                        | Letno                      |
| ------------------------------- | -------------------------- | -------------------------- | -------------------------- | -------------------------- | -------------------------- | -------------------------- | -------------------------- | -------------------------- | -------------------------- | -------------------------- | -------------------------- | -------------------------- | -------------------------- |
| Povprečna visoka temperatura °C | 30.8                       | 31.4                       | 31.8                       | 31.5                       | 30.6                       | 28.7                       | 27.4                       | 26.9                       | 27.9                       | 29.5                       | 30.8                       | 30.9                       | 29.9                       |
| Povprečna nizka temperatura °C  | 22.7                       | 23.5                       | 23.8                       | 23.8                       | 23.7                       | 23.1                       | 22.3                       | 21.8                       | 22.5                       | 22.9                       | 22.7                       | 22.8                       | 23.0                       |
| Povprečna količina padavin mm   | 25                         | 36                         | 84                         | 103                        | 203                        | 325                        | 102                        | 42                         | 55                         | 116                        | 84                         | 30                         | 1.205                      |
| Vir: Climate-Data.org           |                            |                            |                            |                            |                            |                            |                            |                            |                            |                            |                            |                            |                            |

## Turizem
Poleg gradu Elmina in trdnjave Coenraadsburg sta glavni turistični znamenitosti v Elmini nizozemsko pokopališče in muzej Elmina Java.

## Pobratena mesta
Seznam pobratenih mest Elmine, ki jih določi Sister Cities International :
|                         | Država          |  | Mesto |  | Okrožje/okrožje/regija/država | Datum |
| ----------------------- | --------------- |  | ----- |  | ----------------------------- | ----- |
| Nizozemska              | Nizozemska      |  | Gouda |  | Južna Holandija               |       |
| Združene države Amerike | Združene države |  | Macon |  | Georgija                      |       |

## Galerija
- Kanuji na obali
- Elmina, obmorsko mesto
- Laguna Benya in njena okolica se nahaja v Elmini